# Simferopolský rajón
Simferopolský rajón (ukrajinsky Сімферопольський район, rusky Симферопольский район) je rajón v Autonomní republice Krym na Ukrajině. Hlavním městem, které ale do rajónu nepatří, je Simferopol. Rajón má přibližně 168 tisíc obyvatel. 
Od Krymské krize území fakticky ovládá Rusko, které rajón považuje za součást svého federálního subjektu Republika Krym.

## Sídla v rajónu
Sídla městského typu:
- Hvardijske (Gvardějskoje)
- Mykolajivka (Nikolajevka)
- Molodižne (Moloďožnoje)